# Toirdhealbhach Óg Ó Briain
Toirdhealbhach Óg Ó Briain ou Toirdhealbhach an Giolla Dubh mac Toirdhealbhach (mort en 1498)  est roi de Thomond de 1496 à  1498.

## Règne
Toirdhealbhach Óg, dit également an Giolla Dubh,  est le 6e fils de Toirdhealbhach Bóg Ó Briain. Après la mort de son frère Conchobar Mór Ó Briain il est élu roi de Thomond .
Il meurt dès 1498 et il est remplacé dans le contexte de la tanistrie par son neveu Toirdhealbhach Donn Ó Briain, le fils ainé de Tagdh an Chomhaid Ó Briain. Ses descendants issus de son fils Diarmait et de son petit-fils Conchobar (mort tous deux en 1524)  forment le sept  de Ballymicooda.